# Kostel svatého Mikuláše (Mikołów)
Kostel svatého Mikuláše (polsky: Kościół św. Mikołaja) je historický římskokatolický dřevěný kostel v obci Borowa Wieś, městská gmina Mikołów, okres Mikołów, Slezské vojvodství a náleží do děkanátu Mikołów, diecéze katovické, je farním kostelem farnosti svatého Mikuláše v Borowé Wsi.
Dřevěný kostel je v seznamu kulturních památek Polska pod číslem 676/66 z 5. února 1966 a je součástí Stezky dřevěné architektury ve Slezském vojvodství.

## Historie
Kostel sv. Mikuláše byl přenesen v roce 1937–1939 z blízké obce Przyszowice. Datum vzniku kostela nelze jednoznačně určit. Kostelní kroniky a některé publikace udávají období vzniku kostela rok 1640,jiné současné prameny uvádějí 17. století. Jsou i názory, že vznikl v roce 1720 nebo 1737, i když tento rok je prokazatelně rokem výstavby věže. Kostel byl znovu vysvěcen na novém místě 20. prosince 1939, samostatná farnost byla utvořena až 20. prosince 1957.

## Architektura
Jednolodní orientovaná dřevěná stavba roubené konstrukce. Loď má půdorys obdélníkový s trojbokým nižším uzávěrem na východní straně, ke kterému se na severní straně přimyká sakristie. Na jižní straně lodi se nachází čtyřboká kaple s trojbokým závěrem.
Věž, která byla postavena v období 1720–1730, má štenýřovou konstrukci krytou cibulovou střechou s lucernou. Střecha věže je krytá šindelem. Hudební kruchta je dvoupatrová, v horní části se nacházejí historické barokní varhany. Na střeše lodi je věžička sanktusníku s lucernou a cibulovou střechou. Střecha lodi je sedlová krytá šindelem.

## Interiér
Interiér kostela je barokní. Hlavní novobarokní oltář je zdoben obrazem sv. Mikuláše patrona kostela, v horní části je obraz sv. Jozefa s dítětem. Výzdobu dotváří sochy sv. Jana Evangelisty a sv. Jana Křtitele. Na evangelijní straně se nachází pozdně barokní boční oltář s obrazem sv. Antonína se sochami dvou rytířů. Na antependiu jsou vyřezávané obrazy představující mučednictví sv. Jana Nepomuckého. Na epištolní straně je rokokový boční oltář s obrazem sv. Jana Nepomuckého. Ambona je barokní zdobená řezbami čtyř evangelistů. V boční kapli je pozdně renesanční oltář s obrazem Oplakávání (Snímání z kříže) od autora A. Grzywińského. Na stěnách jsou obrazy vyjadřující Boží narození a Nanebevzetí Panny Marie. V kapli se nachází barokní dřevěná křtitelnice v podobě zeměkoule s hadem a nad ní je řezba křtu Krista v Jordánu.